# 宽西 (北部省)
宽西（法語：Cuincy，法語發音：[kwɛ̃si] 或 [kɥɛ̃si]）是法国上法兰西大区北部省的一个市镇，位于该省中部，杜埃市区西北，属于杜埃区。

## 地理
宽西（50°22'56"N, 3°2'48"E）面积7.01 平方千米，位于法国上法蘭西大區北部省，该省份为法国最北部的省份及最长的省份，西北濒北海，西接加来海峡省，南至埃纳省和索姆省，东与比利时接壤。
与宽西接壤的市镇（或旧市镇、城区）包括：洛万普朗克、基耶里拉莫特、杜埃、埃凯尔尚、朗布尔莱杜埃、布勒比耶尔。
宽西的时区为UTC+01:00、UTC+02:00（夏令时）。

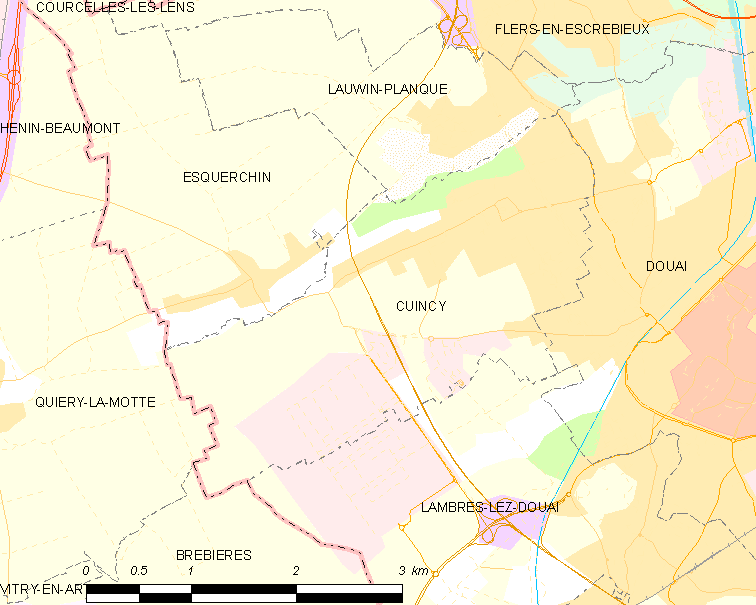
宽西的OSM定位图

## 行政
宽西的邮政编码为59553，INSEE市镇编码为59165。

## 政治
宽西所属的省级选区为杜埃县。

## 人口

1962-2008年间宽西人口变化图示

宽西于2022年1月1日时的人口数量为6499人。